# Doksiciklin
Doksiciklín je  antibiotik iz skupine tetraciklinov s podaljšanim učinkom. Ima širok spekter delovanja in se uporablja za zdravljenje bakterijskih okužb, kot so bakterijska pljučnica, akne, klamidijske okužbe, lymska borelioza, kolera, tifus in sifilis. Uporablja se tudi za zdravljenje malarije, in sicer v kombinaciji s kininom. Daje se peroralno (skozi usta) ali intravensko.
Pogosti neželeni učinki so driska, slabost, bruhanje in povečana dovzetnost za sončne opekline. Uporaba v drugi polovici nosečnosti ali pri dojenčkih ter mlajših otrocih, v času razvoja zob, lahko povzroči trajno obarvanje sklenine. Uporaba med dojenjem je verjetno varna. Kot drugi antibiotiki iz tetraciklinske skupine doksiciklin zavira rast bakterij na osnovi zaviranja proizvodnje bakterijskih beljakovin, in sicer z vezavo na ribosomsko podenoto 30S blokira dodajanje aminokislinskih ostankov k rastočim peptidnim verigam. Učinkovitost proti malariji temelji na uničenju povzročitelja preko delovanja na organel apikoplast.
Doksiciklin so patentirali leta 1957, komercialno pa se je začel uporabljati leta 1967. Uvrščen je na seznam osnovnih zdravil Svetovne zdravstvene organizacije, torej med najpomembnejša učinkovita in varna zdravila, potrebna za normalno zagotavljanje zdravstvene oskrbe. Na trgu so prisotna večizvorna (generična) zdravila z doksiciklinom.